# Francesco Severi da Argenta
Francesco Severi (Argenta, 1520 circa – Ferrara, 7 settembre 1570) è stato un medico e poeta italiano, giustiziato come eretico.

## Biografia
Non sono rimasti molti documenti sulla vita e sull'attività di Francesco Severi. Medico, fu professore di medicina allo Studio di Ferrara, dove la sua presenza è registrata ininterrottamente dal 1543 al 1569. Si dedicò inoltre alla poesia: scrisse componimenti poetici in lingua latina molto apprezzati, fra gli altri, da Paolo Manuzio, ma che purtroppo sono andati tutti perduti se si eccettua un epigramma dedicato al cancelliere dello Studio ferrarese pubblicato da Ferrante Borsetti (1682-1764).
Severi fu coinvolto in un'inchiesta aperta dall'Inquisizione nel 1567 contro i seguaci di Giorgio Siculo, un benedettino giustiziato per eresia a Ferrara nel 1551. Severi fu condannato nell'agosto 1568 al carcere perpetuo; ma il 12 gennaio dell'anno successivo fu posto in libertà, gli fu concesso di curare il duca Alfonso II d'Este e il 1º novembre 1569 riprese le lezioni di "Pratica medica" all'università. Poiché anche gli atti del processo sono andati persi, non è noto con sicurezza cosa abbia fatto precipitare la situazione. Il 13 luglio 1570, a Roma, la congregazione del Sant'Uffizio giudicava colpevole il medico ferrarese che di conseguenza veniva successivamente decapitato a Ferrara; il cadavere fu poi arso.